# Csúcs-hegyi-barlang
A Csúcs-hegyi-barlang a Duna–Ipoly Nemzeti Parkban lévő Pilis hegységben, a Csúcs-hegyen található egyik barlang, amelyet a helyiek régóta ismernek. Turista útikalauzokban is szerepel.

## Leírás
Csobánka szélén, a Csúcs-hegy északnyugati, felhagyott mészkőbányájának északi, Oszoly felőli peremén helyezkedik el a látványos, ovális alakú, természetes jellegű, vízszintes tengelyirányú bejárata. A kőfejtőben lévő Berda József emléktáblától észak felé kell menni és a kőbánya peremén található kis ösvényen felfelé haladva lehet elérni a barlang bejáratát. A 20 méter hosszú, 6 méter mély járat kitöltött, cseppköves barlangroncs, amely felső triász, tömött, fehér, vastagpados dachsteini mészkőben jött létre. Valószínűleg hévizes eredetű, inaktív.
A bejárat mögött a barlang a meredek, rövid bejárati szakasz után felfelé egy szűk, agyagos járatban, lefelé egy gömbfülkében folytatódik. Az alsó gömbfülkébe könnyű mászással lehet lejutni, ahol nagy mennyiségű hegyitej figyelhető meg a falakon. A felső, mérsékelten szűk, agyagos járatban cseppkőképződményeket lehet találni. A barlang bejárásához csak barlangjáró alapfelszerelés szükséges, mert a barlangban lévő mászások nehézségi foka nem igényel még kötélbiztosítást sem.
Előfordul irodalmában Berda-barlang (Kraus 1997), Berda barlang (Kucsera 1993), Csucs-hegyi-barlang (Kordos 1975), Csucshegyi barlang (Kordos 1971), Csucshegyi sziklaüreg (Kordos 1971), Csucshegyi /Spitzberg/ barlang (Kordos 1971), Csucshegyi (Spitzberg)-barlang (Kordos 1975), Csucshegy oldalában lévő barlang (Kordos 1971), Csúcshegyi-barlang (Kordos 1980), Csúcshegyi barlang (Kordos 1971), Csúcshegyi sziklaüreg (Kordos 1984), Tábor-barlang (Kordos 1975) és Tábor barlang (Kordos 1971) neveken is. 1974-ben volt először Csúcs-hegyi-barlangnak nevezve a barlang az irodalmában.

## Kutatástörténet
A Természetbarátok Turista Egyesületének barlangkutatói, akiket Venkovits István vezetett 1943 és 1949 között vizsgálták. 1943-ban Venkovits István mérte fel és készítette el alaprajzi barlangtérképét és hosszmetszet barlangtérképét, amelyek 1:100 méretarányban lettek szerkesztve. A felmérés alapján 17 méter hosszú és 7 méter mély. 1969-ben Szenthe István végzett méréseket benne. Ebben az évben Kordos László és Wehovszky Erzsébet mérte fel, majd Kordos László rajzolta meg alaprajz térképét, hossz-szelvény térképét, valamint négy keresztmetszetet, amelyek 1:100 méretarányban lettek szerkesztve. A felmérés szerint 22 m hosszú és 7 m mély.
1969 augusztusában a Szabó József Geológiai Technikum Barlangkutató Csoport a Kevélyekben szervezett tábor során számára addig ismeretlen, kb. 20 m hosszú barlangot talált, amely nincs név szerint említve. 1969 őszén Kordos László készített színes diát, amelyen a barlangbejárat látható. 1970. március 22-én Kordos László vizsgálta a barlang csepegő és tócsába gyűlt vizét. 1970-ben három alkalommal végzett benne klimatológiai méréseket Kordos László és Welker Péter. A Szpeleológia Barlangkutató Csoport 1970. évi jelentésében az olvasható, hogy alsó része kőtörmelékkel van kitöltve, felső része nagyon agyagos. Cseppkövek bevonat és függőcseppkő formájában, többnyire elaggott állapotban fordulnak elő. A helyiek gyakran látogatják. A jelentés mellékletébe bekerültek az 1943-as térképek Kordos László által rajzolt változatai és az 1969-ben készült térképek.
Az 1974-ben megjelent Pilis útikalauz című könyvben, a Pilis hegység és a Visegrádi-hegység barlangjainak jegyzékében (19–20. old.) meg van említve, hogy a Pilis hegység és a Visegrádi-hegység barlangjai között vannak a Csúcs-hegy barlangjai. A Pilis hegység barlangjait leíró rész szerint 22 m hosszú és 7 m mély a Csúcs-hegyi-barlang. Az 1975. évi MKBT Beszámolóban publikálva lett az 1970. évi jelentés barlangra vonatkozó része a jelentésben lévő térképekkel együtt. A kiadványban van egy helyszínrajz, amelyen a Csúcs-hegy és az Oszoly barlangjainak földrajzi elhelyezkedése látható. A rajzon megfigyelhető a Csucs-hegyi-barlang földrajzi elhelyezkedése. A Bertalan Károly által írt és 1976-ban befejezett kéziratban az olvasható, hogy a Pilis hegységben, a Kevély-csoportban, Csobánkán elhelyezkedő Csucshegyi barlang további nevei Csucshegyi sziklaüreg és Tábor barlang. Az Oszoly és a Kevély között lévő Csúcs-hegy ÉNy-i mészkőbányájának É-i peremén található gyalogút felett kb. 40–50 m-re van bejárata.

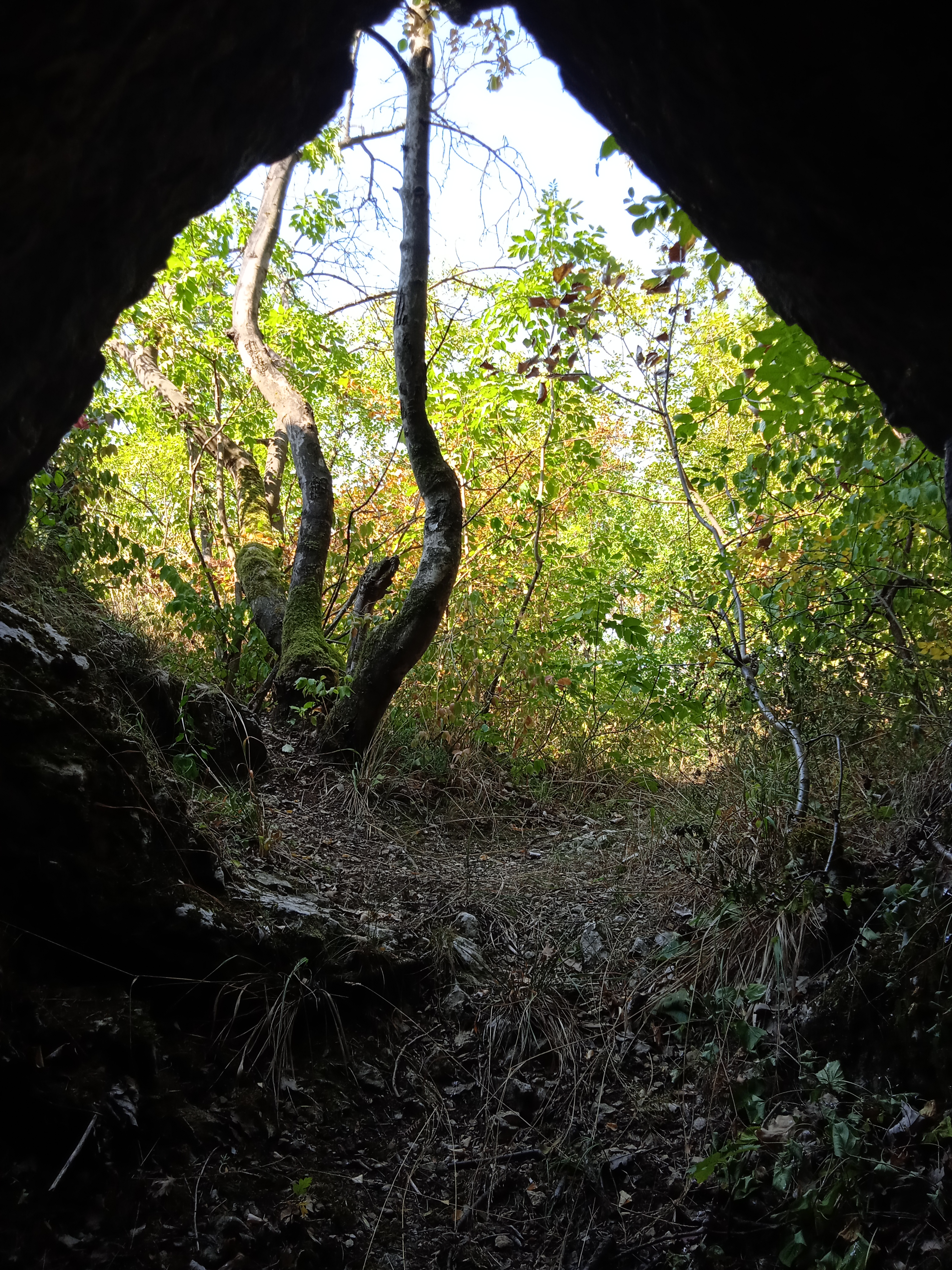
A Csúcs-hegyi-barlang bejárata belülről fényképezve

A nem működő kőbánya Oszoly felőli oldalán fekszik ovális bejárata. A barlang 22 m hosszú és 7 m mély. Rövid, meredek rész után lefelé gömbfülkében, felfelé szűk és agyagos járatban folytatódó, agyaggal és kőtörmelékkel kitöltött cseppköves barlangroncs. A kézirat barlangra vonatkozó része 2 irodalmi mű alapján lett írva. Az 1975–1980. évi Karszt- és Barlangkutatásban publikált tanulmányban van egy vázlatos térkép, amelyen a Kevély-csoport vízkémiai szempontból vizsgált barlangjainak földrajzi elhelyezkedése látható. Az ábrán megfigyelhető a Csúcshegyi-barlang földrajzi elhelyezkedése.
A tanulmányban szó van arról, hogy a Csúcshegyi-barlang (Csobánka) dachsteini mészkőben kialakult üreg, amely 22 m hosszú. Barna agyagkitöltés található lefelé tartó szűk járatában. Mindkét minta ez utóbbi barlangrészben lévő agyagtócsából és csepegőhelyekről lett gyűjtve 1970. március 3-án, hóolvadás után. A mintavétel helyén és idején 5,2 °C volt a levegő hőmérséklete. A barlang csepegő vize keményebb, mint az ebből táplálkozó pocsolyáé, amelyben mészkiválás látható. Az 1981. évi Karszt és Barlang 1–2. félévi számában nyilvánosságra lett hozva, hogy a Csúcs-hegyi-barlangnak 4820/16. a barlangkataszteri száma.
Az 1984-ben napvilágot látott Magyarország barlangjai című könyv országos barlanglistájában szerepel a Pilis hegység barlangjai között a barlang Csúcs-hegyi-barlang néven Csúcshegyi sziklaüreg és Tábor-barlang névváltozatokkal. A listához kapcsolódóan látható a Dunazug-hegység barlangjainak földrajzi elhelyezkedését bemutató 1:500 000-es méretarányú térképen a barlang földrajzi elhelyezkedése. 1985-ben és 1986-ban az Aragonit Barlangkutató és Természetbarát Egyesület kutatta. A kutatás elején 15 méter hosszú és 7 méter mély, a kutatás végén 21 méter hosszú és 10 méter mély volt. Az 1991-ben megjelent A Pilis és a Visegrádi-hegység című útikalauzban meg van ismételve az 1974-es könyv barlangleírása.
A Kárpát József által írt 1991-es kéziratban meg van említve, hogy a Csúcs-hegyi-barlang (Csobánka) 22 m hosszú és 7 m mély. 1993-ban az Aragonit Barlangkutató és Természetbarát Egyesület szerette volna tovább kutatni. 1996-ban az egyesület 23 m hosszig és 10 m mélységig tárta fel. 1997. májusban Kraus Sándor rajzolt helyszínrajzot, amelyen a Csúcs-hegy barlangjainak földrajzi elhelyezkedése van ábrázolva. A rajzon látható a Csúcs-hegyi (Berda) névvel jelölt barlang földrajzi elhelyezkedése. Kraus Sándor 1997. évi beszámolójában az olvasható, hogy az 1997 előtt is ismert Csúcs-hegyi-barlangnak (Berda-barlang) volt már térképe 1997 előtt. Jelentős, veszélyeztetett barlang, amely további kutatást igényel. A jelentésbe bekerült az 1997-es helyszínrajz.

## További irodalom
- Szenthe István: Karsztjelenségek és képződményeik fejlődéstörténete a Nagy-Kevély környékén. Egyetemi szakdolgozat. Kézirat. Budapest, 1969.
- Venkovits István: Nagykevély környékének földtani vizsgálata. Kézirat, egyetemi szakdolgozat. Budapest, 1949.